# Pierre Vitali
Pour les articles homonymes, voir Vitali.
Pierre Vitali est un artiste peintre, lithographe et sculpteur français né à Marseille le 13 septembre 1921 et mort le 23 janvier 1985. 

## Biographie
Pierre Ange Vitali dit Pierre Vitali naît dans une famille de marchands de vin corse du Nebbio venue s'installer dans le quartier populaire de Vauban (Marseille).
Aux côtés de son ami d'enfance Gérald Neveu et du poète Jean Malrieu, il participe en 1950 à la création de la revue Action poétique.

## Collections publiques
- Marseille, Musée Cantini : Nature morte au chandelier[2]
- Paris, Département des estampes et de la photographie de la Bibliothèque nationale de France, Crabe, lithographie, 1961[3]

## Salons et expositions
- 1949 : Galerie Da Silva à Marseille
- 1949 : Galerie d'Art Latin à Stockholm
- 1956 : Librairie Wittenborn à New York
- 1961 : Galerie Mona Lisa à Paris
- 1964 : Galerie Furstenberg à Paris
- 1961 : Mary Washington College à Fredericksburg
- 1962 : Grosvenor Gallery à Londres
- 1992 : De Bonnard à Baselitz, dix ans d'enrichissements du cabinet des estampes, 1978-1988, Bibliothèque nationale de France, Paris, 1992[4],[3].

## Réception critique
Le critique et poète surréaliste E.L.T. Mesens a publié en 1958 un témoignage sur Pierre Vitali, dans lequel il évoque leur rencontre et le parcours de l’artiste :
« Las de salades de quadrillés et de crèmes fouettées psychologiques, j'eus le plaisir de rencontrer en 1958 – grâce à un chef de cuisine – un artiste peintre, un peu timide et gentil, répondant au nom de Pierre Vitali. »
Mesens souligne le rôle déterminant de son ami Gérald Neveu, qui initia Vitali à l’art moderne et à la poésie surréaliste, et évoque les métiers variés exercés par l’artiste à Marseille avant de se consacrer à la création artistique. Il rappelle également que Vitali reçut le Prix de la Colombe d'Or en 1950 à Saint-Paul-de-Vence.
Il décrit l'évolution stylistique de Vitali, influencée par les natures mortes de Braque des années 1920, et l'émergence de son propre univers peuplé de créatures colorées :
« Pierre doit avoir beaucoup aimé les riches natures-mortes de Braque des environs de 1920 : planche de salut. Tout à coup surgirent les volailles multicolores et les poissons carnivores aux couleurs raffinées ou crissantes, suivis des poissons en dentelles et autres personnages gros cordons de légions inconnues avançant d'un pas assuré. »
Ce témoignage illustre la reconnaissance de Vitali par ses contemporains et éclaire son parcours atypique et singulier.